# Compus de șase tetraedre cu libertate de rotație
În geometrie compusul de șase tetraedre cu libertate de rotație este un compus poliedric uniform realizat dintr-un aranjament simetric de 6 tetraedre, considerate ca antiprisme.
Are indicele de compus uniform UC01.

## Construcție
Poate fi construit prin suprapunerea a șase tetraedre într-un cub și apoi rotirea lor în perechi în jurul celor trei axe care trec prin centrele a câte două fețe opuse ale cubului. Fiecare tetraedru este rotit cu un unghi egal (și opus, într-o pereche) θ. Echivalent, un tetraedru poate fi înscris în fiecare cub din compusul de șase cuburi cu libertate de rotație, astfel încât să se păstreze simetria tetraedrică.
Când θ = 0, toate cele șase tetraedre coincid. Când θ este de 45°, apare compusul de șase tetraedre mai simetric (fără libertate de rotație).

## Mărimi asociate

### Coordonate carteziene
Coordonatele carteziene ale vârfurilor acestui compus sunt date de toate permutările lui
{\displaystyle \left(\,\pm {\frac {\cos(\theta )+\sin(\theta )}{2{\sqrt {2}}}},\,\pm {\frac {\cos(\theta )-\sin(\theta )}{2{\sqrt {2}}}},\,\pm {\frac {\sqrt {2}}{4}}\,\right).}
unde θ este unghiul de rotație.

### Volum
Următoarea formulă pentru volum V este stabilită pentru lungimea laturilor tuturor poligoanelor (care sunt regulate) a:
{\displaystyle V={\frac {\sqrt {2}}{2}}\,a^{3}\approx 0,707107~a^{3}.}

## Imagini
- Compuși de șase tetraedre cu libertate de rotație
- Compusul cu θ = 0°
- Compusul cu θ = 5°
- Compusul cu θ = 10°
- Compusul cu θ = 15°
- Compusul cu θ = 20°
- Compusul cu θ = 25°
- Compusul cu θ = 30°
- Compusul cu θ = 35°
- Compusul cu θ = 40°
- Compusul cu θ = 45°